# Johann Friedrich Carl Grimm
Johann Friedrich Carl Grimm (Eisenach, 1737 – Gotha, 21 d'octubre del 1821) fou un metge i botànic alemany.

## Biografia
Estudià medicina a Göttingen amb Albrecht von Haller, i es doctorà en 1758 amb una tesi sobre òptica fisiològica i la seva problemàtica epidemiològica en Eisenbach i comarca. Començà a exercir a la seva ciutat natal, per acabar traslladant-se a Gotha. Va ser membre del Consell Privat i arquiatre (metge principal) del duc de Saxònia-Gotha-Altenburg, que l'encarregà d'estudiar les déus medicinals de Rottenburg. Deixà escrites diverses obres, les principals de les quals són una traducció d'Hipòcrates, molt apreciada en l'època, i dues relacions de viatges, una per Alemanya, França, Anglaterra i Holanda, i una altra pels estats prussians, ambdues escrites en forma de cartes als seus amics.
En en el camp botànic, estudià la flora dels voltants d'Eisenach i en descrigué espècies vegetals, com l'Arabis pauciflora i la Stellaria alsine (Referència Arxivat 2004-11-19 a Wayback Machine.). Es conserven dues cartes que Grimm envià a Linneu als anys 1766 i 1767.
Va ser molt respectat pels seus convilatans per la seva humanitat i pels seus coneixements mèdics. La comunitat mèdica l'homenatjà batejant amb el seu nom l'ordre de molses Grimmia, i S.E. Bridel li dedicà el volum II de la Muscologia Recentiorum.

## Obres
- Dissertatio inauguralis de Visu... Gottingae, Litteris Schulzianis, 1758
- Sendschreiben an Se. Hochwohlgebohrne Gnaden Herrn Albrecht von Haller,... von der Epidemie zu Eisenach in der 1. Hälfte des Jahres 1767 und den Mitteln wider dieselbe Hildburghausen: J. G. Hanisch, 1768
- Abhandlung von den Mineralwassern zu Ronneburg Altenburg, 1770
- [anònim] Bemerkungen eines Reisenden durch Deutschland, Frankreich, England und Holland in Briefen an seine Freunde Altenburg: Richterischen Buchhandlung, 1775-1779
- F.C.G. Bemerkungen eines Reisenden durch die Königlichen Preussischen Staaten in Briefen Altenburg, 1779-81 3 vols.

### Traduccions
- Hipòcrates Hippocrates Werke; aus dem Griechischen ubersetzt und mit Erla uterungen von Dr. J.F.C. Grimm; revidirt und mit Anmerkungen versehen von Dr. L. Lilienhain Altenburg: Richter, 1781-1792. 4 vols. (reeditat Glogau: H. Prausnitz, 1837-1838)
- Hipòcrates Aphorismen, aus der Originalsprache übersetzt, und mit kurzen Anmerkungen erläuter Wien: Joh. Dav. Hörlingschen Buchhanlung, 1791